# William V. Ranous
William V. Ranous (12 de marzo de 1857 – 1 de abril de 1915) fue un actor y director cinematográfico de nacionalidad estadounidense, activo en la época del cine mudo. 

## Biografía
Nacido en Nueva York, en 1907 se incorporó a la Vitagraph Company, actuando en numerosas adaptaciones al cine de obras clásicas de William Shakespeare y de otros autores. En Vitagraph fue también director: el primer film dirigido por él fue The Spy, una historia dramática ambientada en la época de la Guerra de Secesión estadounidense. Como director colaboró en muchas producciones con James Stuart Blackton y con Maurice Costello.
En 1908 hizo también tareas de producción, rodando Julius Caesar, otra adaptación de Shakespeare, de la cual él también se ocupó del guion.
Su último trabajo como director llegó en 1913, aunque todavía siguió un tiempo actuando, aunque siempre en papeles menores en comedias de escaso relieve. En total, desde 1907 a 1915 actuó en casi sesenta películas, dirigiendo cerca de otras treinta.
William V. Ranous falleció en 1915 en Santa Mónica, California, mientras actuaba en Little Partner.

## Filmografía completa[1]

### Actor
| - The Haunted Hotel, de James Stuart Blackton (1907) - The Easterner, de James Stuart Blackton (1907) - Francesca di Rimini, de James Stuart Blackton (1908) - Othello, de William V. Ranous (1908) - Macbeth, de James Stuart Blackton (1908) - The Gentleman Burglar, de Edwin S. Porter (1908) - Skinner's Finish, de Edwin S. Porter (1908) - Romeo and Juliet, de James Stuart Blackton (1908) - The Face on the Bar-Room Floor, de Edwin S. Porter (1908) - Life's a Game of Cards, de Edwin S. Porter (1908) - The Discoverers: A Grand Historical Pageant Picturing the Discovery and Founding of New France, Canada, de J. Stuart Blackton (1908) - Western Courtship: A Love Story of Arizona, de J. Stuart Blackton (1908) - Richard III, de James Stuart Blackton y William V. Ranous (1908) - Antony and Cleopatra, de J. Stuart Blackton y Charles Kent (1908) - She, de Edwin S. Porter (1908) - Julius Caesar, de James Stuart Blackton y William V. Ranous (1908) - The Merchant of Venice, de James Stuart Blackton (1908) - Saul and David, de J. Stuart Blackton (1909) - King Lear, de William V. Ranous y James Stuart Blackton (1909) - Les Miserables (Part I) (1909) - Les misérables (Part II), de Van Dyke Brooke (1909) - Les misérables (Part III), de Van Dyke Brooke (1909) - Hiawatha, de William V. Ranous (1909) - Love's Stratagem, de Harry Solter (1909) - Les Misérables, de J. Stuart Blackton (1909) - A Midsummer Night's Dream, de Charles Kent y James Stuart Blackton (1909) - A Self-Made Hero, de Harry Solter (1910) - The New Magdalene, de Joseph A. Golden (1910) - Vanity Fair, de Charles Kent (1911) - The Life of Buffalo Bill, de Paul Panzer (1912) - The Serpents, de Charles L. Gaskill y Ralph Ince (1912) | - Yellow Bird, de William V. Ranous (1912) - Sue Simpkins' Ambition, de Ralph Ince (1912) - The Little Minister, de James Young (1913) - Getting Up a Practice, de Maurice Costello y William V. Ranous (1913) - The Mystery of the Stolen Child, de Maurice Costello y William V. Ranous (1913) - Mr. Mintern's Misadventures, de Maurice Costello y William V. Ranous (1913) - The Wrath of Osaka, de Maurice Costello y William V. Ranous (1913) - The White Slave; or, The Octoroon, de James Young (1913) - Delayed Proposals, de James Young (1913) - Jack's Chrysanthemum, de Maurice Costello y William V. Ranous (1913) - The Spirit of the Orient, de Maurice Costello (1913) - The Taming of Betty, de Maurice Costello (1913) - A Faithful Servant, de Maurice Costello (1913) - The Joys of a Jealous Wife, de Maurice Costello (1913) - A Maid of Mandalay, de Maurice Costello (1913) - The Lonely Princess, de Maurice Costello (1913) - Cupid Versus Women's Rights, de Maurice Costello (1913) - The Hindoo Charm, de Maurice Costello (1913) - Extremities, de Maurice Costello (1913) - The Perplexed Bridegroom, de Maurice Costello (1914) - Maria's Sacrifice, de William Humphrey (1914) - Bread Upon the Waters, de Wilfrid North (1914) - The Locked House, de George D. Baker (1914) - David Garrick, de James Young (1914) - The Upper Hand, de William Humphrey (1914) - The Little Angel of Canyon Creek, de Rollin S. Sturgeon (1914) - Love Will Out, de Ulysses Davis (1914) - The Chalice of Courage, de Rollin S. Sturgeon (1915) - An Intercepted Vengeance, de Ulysses Davis (1915) - Little Partner, de William Worthington (1916) |

### Director
| - The Spy: A Romantic Story of the Civil War (1907) - Bargain Fiend; or, Shopping à la Mode (1907) - Man, Hat and Cocktail, a New Drink, But an Old Joke (1907) - Othello (1908) - Richard III, codirigida con James Stuart Blackton (1908) - Julius Caesar, codirigida con James Stuart Blackton (1908) - King Lear, codirigida con James Stuart Blackton (1909) - Hiawatha (1909) - Heroes of the Mutiny (1911) - The Voiceless Message (1911) - Saving the Special (1911) - An Eventful Elopement (1912) - Yellow Bird (1912) - At the Eleventh Hour (1912) - The Heart of Esmeralda (1912) - Tommy's Sister (1912) | - The Higher Mercy (1912) - The Hindoo's Curse (1912) - Poet and Peasant (1912) - The One Good Turn (1912) - The Skull (1913) - The Way Out, codirigida con Maurice Costello (1913) - Getting Up a Practice, codirigida con Maurice Costello (1913) - Alixe; or, The Test of Friendship (1913) - The Mystery of the Stolen Child, codirigida con Maurice Costello (1913) - Mr. Mintern's Misadventures, codirigida con Maurice Costello (1913) - The Mystery of the Stolen Jewels, codirigida con Maurice Costello (1913) - The Wrath of Osaka, codirigida con Maurice Costello (1913) - Jack's Chrysanthemum, codirigida con Maurice Costello (1913) |

### Guionista
- Yellow Bird, de William V. Ranous (1912)

### Productor
- Julius Caesar, de James Stuart Blackton y William V. Ranous  (1908)